# Phytoecia caerulea
Phytoecia caerulea es una especie de escarabajo longicornio del género Phytoecia, subfamilia Lamiinae. Fue descrita científicamente por Scopoli en 1772.
Se distribuye por Albania, Austria, Bosnia y Herzegovina, Bulgaria, Crimea, Croacia, España, Grecia, Hungría, Irán, Italia, Kazajistán, Macedonia, Moldavia, Nueva Guinea, Portugal, Rumania, Rusia, Sicilia, Eslovaquia, Suiza, Chequia, Turquía, Ucrania y Yugoslavia. Posee una longitud corporal de 6-13 milímetros. El período de vuelo de esta especie ocurre en los meses de marzo, abril, mayo, junio y julio.
Parte de su alimentación se compone de plantas de las familias Brassicaceae y Linaceae.